# Jean Baptiste Carrier
Jean Baptiste Carrier (ur. 16 marca 1756 w Yolet, zm. 16 grudnia 1794 w Paryżu) – polityk francuski epoki rewolucji francuskiej.

## Życiorys

### Deputowany
Przed wybuchem rewolucji Carrier bez większych sukcesów wykonywał zawód prawnika w Aurillac (jego kancelaria została w 1789 zamknięta). Pochodził z ubogiej wielodzietnej rodziny, stąd pod dodatkowym wpływem życiowych niepowodzeń stał się radykałem. W 1792 został deputowanym Konwentu z departamentu Cantal, a będąc już w Paryżu zaczął uczestniczyć w spotkaniach zarówno jakobinów, jak i kordelierów. W końcu roku 1792 został komisarzem Konwentu we Flandrii.
W czasie procesu Ludwika XVI zagłosował za śmiercią króla, popierał ideę Trybunału Rewolucyjnego, przyczynił się do upadku Żyrondy i jako jeden z pierwszych zażądał aresztowania księcia Filipa Orleańskiego mimo jego dotychczasowego uczestnictwa w rewolucji po stronie Góry. W połowie roku 1793 ponownie został wysłany z misją na prowincję, tym razem do Normandii (gdzie tłumił powstanie wzniecone przez żyrondystów), a następnie we wrześniu do Wandei w celu walki z powstaniem chłopskim.

### Masakry w Nantes
Carrier zdobył reputację jednego z najokrutniejszych wysłanników Konwentu. W celu stłumienia powstania wandejskiego założył w Nantes lokalny Trybunał Rewolucyjny oraz powołał do życia dwie złożone z przypadkowych ludzi jednostki wojskowe: „Amerykańskich huzarów”, złożoną z byłych niewolników z San Domingo oraz „Legion Marata”, które rychle zasłynęły z okrucieństwa wobec Wandejczyków. Wkrótce jednak Carrier doszedł do wniosku, że są to środki niewystarczające i całkowicie zawiesił działalność trybunału, zabijając podejrzanych o rojalizm lub wrogość wobec rządu bez jakiejkolwiek procedury sądowej. Na rozkaz Carriera pojmani więźniowie byli topieni w Loarze, gilotynowani lub rozstrzeliwani, zaś przetrzymywani jeszcze w więzieniu masowo padali ofiarą epidemii. Szacuje się, że komisarz Konwentu wysłał na śmierć 11 tys. osób, zaś dalsze 3 tys. zmarły w więzieniach.
Szczególnie brutalną praktyką były tzw. noyades, czyli praktyka umieszczania obnażonych i związanych cywilów na barkach, które następnie wyprowadzano na środek Loary i zatapiano wraz z uwięzionymi. Jako dodatkową formę rozrywki oraz ośmieszenia katolickiego sakramentu małżeństwa praktykowano „małżeństwa republikańskie” (fr. mariage républicain), które polegały na wiązaniu ze sobą osób przeciwnej płci – np. młodej kobiety z młodym mężczyzną lub księdza z zakonnicą. W ten sposób zamordowano około 2000 osób.
Carrier szeroko propagował stosowane przez siebie metody jako najlepszy sposób walki z kontrrewolucją, denuncjując mniej brutalnych w działaniu komisarzy jako moderantystów. Początkowo Komitet Ocalenia Publicznego nakazał jednak zostawić go na stanowisku, chociaż inni komisarze, głównie Julien, głośno apelowali o jego odwołanie. Tymczasem Carrier, pogrążony coraz bardziej w alkoholizmie i najprawdopodobniej cierpiący z powodu zaburzeń psychicznych, nieoczekiwanie uwolnił 132 aresztowanych arystokratów i poprosił o nowe stanowisko w Paryżu. Prośbę tę spełniono, czyniąc Carriera sekretarzem Konwentu.

### Po thermidorze
Po upadku jakobinów Carrier nie został aresztowany na pierwszej fali zatrzymań. Dopiero 3 września 1794, w miarę napływu nowych informacji o wydarzeniach z Nantes, Konwent Narodowy zarządził aresztowanie Carriera. Przed Trybunałem Rewolucyjnym Carrier wypierał się wszelkiej odpowiedzialności za masakry, zrzucając ją na całe zgromadzenie legislacyjne, mówiąc „Tutaj wszystko jest winne, włącznie z dzwonkiem przewodniczącego!”. Został skazany na śmierć i zgilotynowany 16 grudnia.